# Lennart Ekdahl
Lennart Ekdahl, född 8 december 1912 i Nacka, död 15 september 2005 i Saltsjöbaden, var en svensk seglare.
Han seglade för KSSS. Han blev olympisk bronsmedaljör i Berlin 1936.